# إينوك كواتينغ
إينوك كواتينغ (بالفرنسية: Enock Kwateng)‏ (9 أبريل 1997 في فرنسا - ) هو لاعب كرة قدم فرنسي في مركز الدفاع. شارك مع منتخب فرنسا تحت 16 سنة لكرة القدم ومنتخب فرنسا تحت 17 سنة لكرة القدم ومنتخب فرنسا تحت 18 سنة لكرة القدم ومنتخب فرنسا تحت 19 سنة لكرة القدم. أما مع النوادي، فقد لعب مع نادي نانت.

## وصلات خارجية
- إينوك كواتينغ على موقع الاتحاد الأوربي (الإنجليزية)
- إينوك كواتينغ على موقع اتحاد تركيا (لاعب) (الإنجليزية)
- إينوك كواتينغ على موقع قاعدة بيانات كرة القدم.إي يو (الإنجليزية)
- إينوك كواتينغ على موقع ليكيب (الفرنسية)
- إينوك كواتينغ على موقع Soccerway.com (الإنجليزية)
- إينوك كواتينغ على موقع عالم كرة القدم.نت (الإنجليزية)
- إينوك كواتينغ على موقع AS.com (الإسبانية)